# Balachninskij
Balachninskij (in russo Балахнинский?) è un insediamento di tipo urbano della Russia, situato nell'Oblast' di Irkutsk.